# Раполано Терме
Рапола̀но Тер̀ме (на италиански: Rapolano Terme) е градче и община в централна Италия, провинция Сиена, регион Тоскана. Разположено е на 334 m надморска височина. Населението на общината е 5308 души (към 2010 г.).